# Raise boring

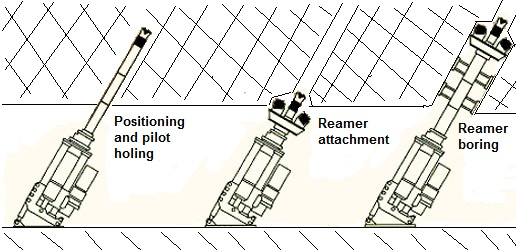
Esempio di Raise boring

Con il termine raise boring (RBM) si intende una macchina utilizzata soprattutto per scavare un foro circolare tra due livelli sotterranei, come ad esempio di una miniera, evitando l'utilizzo di esplosivi.

## Descrizione
È una tecnica sviluppata in ambito dell'industria mineraria all'inizio degli '60, per la perforazione di pozzi verticali. Solamente negli anni '90, viene utilizzata tale macchina anche per lo scavo in orizzontale. In seguito, questa metodologia di scavo minerario verrà utilizzata anche nell'ambito dall'ingegneria civile, sia per lo scavo di pozzi sia per quello di cunicoli o condotti orizzontali.
La macchina è impostata al piano superiore dei due livelli da collegare, su una piattaforma ben posizionata, tipicamente una piattaforma di cemento. Un foro di piccolo diametro, denominato foro pilota, viene praticato dal livello superiore verso quello inferiore; il diametro del foro è tipicamente piccolo e va dai 230 millimetri ai 445 millimetri, grande abbastanza per ospitare la colonna di perforazione. Una volta che la fresa ha infranto nell'apertura sul livello desiderato, la punta viene rimossa con una fresa di diametro ovvero quello richiesto dello scavo; questo viene collegato alla colonna di perforazione e quindi sollevato di nuovo verso la macchina. I detriti derivanti dalla perforazione cadono verso il livello inferiore. Grazie all'aumento delle pareti lisce la nuova struttura non richiedere ulteriori forme di supporto a terra.
Tale tecnica è stata utilizzata per la prima volta in Italia per scavare i pozzi verticali dell'impianto idroelettrico dell'invaso del lago di Rio di Pusteria in Alto Adige. Mai prima di allora erano stati realizzati scavi così profondi nel granito (430 metri).
Altro utilizzo è stato fatto con una raise boring con un diametro 7,1 m per Sasol Middelbult e Bosjesspruit miniere in Sudafrica. Masterdrilling è attualmente il più grande produttore di raise boring al mondo.
L'utilizzo In Italia, a partire dalla fine degli anni '70 è stato propedeutico alla posa di condotte per il trasporto di idrocarburi realizzati dalla SNAM (oleodotti e, metanodotti), numerosi sono stati infatti i pozzi realizzati per la posa di condotte in acciaio (talvolta con l'uso di un casing (sempre in acciaio) allo scopo di preservare l'integrità della condotta di linea. Tali pozzi sono stati realizzati in molte regioni italiane con andamento sub-verticale e, anche, sub-orizzontale, anche per lunghezze rilevanti.
La boxhole borer (o anche detta macchina Roger) è una variante della raise boring e viene utilizzata quando non c'è abbastanza spazio tra i due livelli da collegare. Essa viene posizionata al livello inferiore, e penetra eseguendo un foro pilota come guida, quindi spinge la punta della fresa lungo il foro pilota dal livello inferiore verso la parte superiore. Devono essere prese precauzioni sia per reindirizzare la caduta dei detriti derivanti dalla perforazione che per rinforzare la colonna di perforazione.